# Oscarinin
Óscar Muñoz Jiménez (El Vendrell, 13 de juny de 2003) més conegut pel seu sobrenom Oscarinin, és un jugador català professional de l'eSport League of Legends. Actualment, juga com a "top laner" per l'equip Fnatic.
Oscarinin va debutar a la Superliga de la LVP com a jugador de l'equip Giants Academy l'any 2018 i va competir en aquesta mateixa lliga pels equips S2V Academy, S2V Esports, G2 Arctic i Fnatic TQ, l'aleshores equip d'acadèmia de Fnatic.
Tot just un any després de començar a jugar a Fnatic TQ, el març de 2023, Oscarinin va ser ascendit a l'equip principal de Fnatic, substituint a Martin "Wunder" Nordahl, participant actualment en la LEC, la màxima lliga europea.